# Zuid-Korea op de Olympische Jeugdwinterspelen 2012
Zuid-Korea was een van de landen die deelnam aan de Olympische Jeugdwinterspelen 2012 in Innsbruck, Oostenrijk.

## Medailleoverzicht
| Sport                                                                    | Olympiër       | Onderdeel      | Medaille |
| ------------------------------------------------------------------------ | -------------- | -------------- | -------- |
| Schaatsen                                                                | Jang Mi        | 500 m (v)      | Goud     |
| Schaatsen                                                                | Jang Mi        | 1500 m (v)     | Goud     |
| Shorttrack                                                               | Yoon Su-min    | 500 m (m)      | Goud     |
| Shorttrack                                                               | Lim Hyo-jun    | 1000 m (m)     | Goud     |
| Shorttrack                                                               | Shim Suk-hee   | 500 m (v)      | Goud     |
| Shorttrack                                                               | Shim Suk-hee   | 1000 m (v)     | Goud     |
| Schaatsen                                                                | Jang Su-ji     | massastart (v) | Zilver   |
| Shorttrack                                                               | Lim Hyo-jun    | 500 m (m)      | Zilver   |
| Shorttrack                                                               | Yoon Su-min    | 1000 m (m)     | Zilver   |
| Schaatsen                                                                | Noh Hyeok-jun  | 3000 m (m)     | Brons    |
| Schaatsen                                                                | Jang Su-ji     | 3000 m (v)     | Brons    |
| Als lid van een gemengd landenteam (telt niet mee voor landenklassement) |                |                |          |
| Shorttrack                                                               | Park Jung-hyun | gemengd team   | Goud     |
| Curling                                                                  | Kim Eunbi      | gemengd team   | Zilver   |
| Kunstrijden                                                              | Park So-youn   | gemengd team   | Brons    |
| Shorttrack                                                               | Shim Suk-hee   | gemengd team   | Brons    |

## Deelnemers en resultaten
(m) = mannen, (v) = vrouwen 

### Alpineskiën
| Olympiër     | Onderdeel           | Resultaat | Prestatie                           |
| ------------ | ------------------- | --------- | ----------------------------------- |
| Kim Dong-woo | super g (m)         | 22e       | 1.07,65 (+3,20)                     |
| Kim Dong-woo | supercombinatie (m) | 15e       | 1.44,69 (+4,24) (1.06,38, 38,31)    |
| Kim Dong-woo | reuzenslalom (m)    | -         | - (-) (DNF, -)                      |
| Kim Dong-woo | slalom (m)          | -         | - (-) (41,85, DNF)                  |
|              |                     |           |                                     |
| Jo Eun-hwa   | super g (v)         | 28e       | 1.13,85 (+8,07)                     |
| Jo Eun-hwa   | supercombinatie (v) | 25e       | 1.54,57 (+13,75) (1.12,71, 41,86)   |
| Jo Eun-hwa   | reuzenslalom (v)    | 28e       | 2.07,37 (+11,24) (1.03,30, 1.04,07) |
| Jo Eun-hwa   | slalom (v)          | -         | - (-) (DNF, -)                      |

### Biatlon
| Olympiër                                   | Onderdeel                 | Resultaat | Prestatie                                                            |
| ------------------------------------------ | ------------------------- | --------- | -------------------------------------------------------------------- |
| Dujin Choi                                 | 7,5 km sprint (m)         | 38e       | 22.35,8 (+3.14,4) pen.: 3 (2+1)                                      |
| Dujin Choi                                 | 10 km achtervolging (m)   | 42e       | +8.06,1 pen.: 9 (2+3+3+1)                                            |
|                                            |                           |           |                                                                      |
| Jang Jiyeon                                | 6 km sprint (v)           | 35e       | 21.08,4 (+3.40,7) pen.: 2 (0+2)                                      |
| Jang Jiyeon                                | 7,5 km achtervolging (v)  | 40e       | +11.06,2 pen.:6 (2+2+1+1)                                            |
| Jang Jiyeon Lee Yeong-ae Choi Dujin Ji Won | biatlon/langlaufestafette | 24e       | 1:20.14,2 (7+12) 25.32,4 (1+3 2+3) 12.14,8 27.59,8 (3+3 1+3) 14.27,2 |

### Bobsleeën
| Olympiër                | Onderdeel       | Resultaat | Prestatie                         |
| ----------------------- | --------------- | --------- | --------------------------------- |
| Choi Junwon Choi Minseo | tweemansbob (m) | 10e       | 1.51,24 [55,43 (10) + 55,81 (10)] |

### Curling
| Olympiër                                                    | Onderdeel      | Resultaat | Prestatie |
| ----------------------------------------------------------- | -------------- | --------- | --- |
| Go Keon (m) Kang Sueyeon (v) Kim Eunbi (v) Yoo Minhyeon (m) | gemengd team   | 12e       | Voorronde: blauwe groep 3-6 Tsjechië 1-8 China 4-7 Verenigde Staten 7-3 Noorwegen 5-7 Estland 2-6 Zwitserland 0-4 Nieuw-Zeeland |
|                                                             |                |           | |
| Go Keon + USA Sarah Anderson                                | dubbeltoernooi | 1/32F     | 1/32F: 6-8 GER Nicole Muskatewitz + SUI Michael Brunner |
| Yoo Minhyeon + JPN Mako Tamakuma                            | dubbeltoernooi | 4e        | 1/32F: 14-1 GER Frederike Manenr + CAN Derek Oryniak 1/16F: 9-4 AUT Irena Brettbacher + ITA Amos Mosaner KF: 7-4 USA Taylor Anderson + GBR Dunzan Menzies HF: 6-13 KOR Kim Eunbi + NOR Martin Sesaker 3e/4e: 5-6 RUS Marina Verenich + USA Korey Dropkin |
| Kang Sueyeon + CZE Krystof Krupansky                        | dubbeltoernooi | 1/16F     | 1/32F: 10-5 ITA Arianna Losano + GER Daniel Rothballer 1/16F: 4-7 CAN Corryn Brown + AUT Martin Reichel |
| Kim Eunbi + NOR Martin Sesaker                              | dubbeltoernooi | Zilver    | 1/32F: 9-3 SWE Amalia Rudström + GER Kevin Lehmann 1/16F: 10-4 CHN Yang Ying + USA Tom Howell KF: 7-6 RUS Anastasia Moskaleva + JPN Tsukasa Horigome HF: 13-6 JPN Mako Tamakuma + KOR Yoo Minhyeon F: 2-13 GER Nicole Muskatewitz + SUI Michael Brunner  |

### Freestyleskiën
| Olympiër      | Onderdeel     | Resultaat | Prestatie            |
| ------------- | ------------- | --------- | -------------------- |
| Kim Kwang-jin | half pipe (m) | 8e        | 67,75 (67,75, 61,75) |

### IJshockey
| Olympiër       | Onderdeel                 | Resultaat | Prestatie               |
| -------------- | ------------------------- | --------- | ----------------------- |
| Cho Ji-hyun    | vaardigheidswedstrijd (m) | 10e       | kwalificatie: 11 punten |
|                |                           |           |                         |
| Lee Yeon-jeong | vaardigheidswedstrijd (v) | 13e       | kwalificatie: 2 punten  |

### Kunstrijden
| Olympiër                                                                             | Onderdeel           | Resultaat | Prestatie                                          |
| ------------------------------------------------------------------------------------ | ------------------- | --------- | -------------------------------------------------- |
| Lee June-Hyoung                                                                      | solo (m)            | 4e        | 160.99 [kk: 50.93 (7), vk:110.06 (4)]              |
|                                                                                      |                     |           |                                                    |
| Park So-youn                                                                         | solo (v)            | 4e        | 136.60 [kk: 48.37 (5), vk: 88.23 (4)]              |
|                                                                                      |                     |           |                                                    |
| Team 6 Park So-youn KAZ Alexander Lyan FRA Estelle Elizabeth / Romain Le Gac         | gemengd landen team | Brons     | 14 pnt. (224.17) 08 (96.84) 01 (60.45) 05 (66.88)  |
| Team 7 ITA Micol Cristini Lee June-hyoung EST Victoria-Laura Lohmus / Andrei Davodov | gemengd landen team | 7e        | 12 pnt. (220.50) 03 (65.60) 06 (109.30) 03 (45.60) |

### Langlaufen
| Olympiër                                   | Onderdeel                 | Resultaat | Prestatie                                                            |
| ------------------------------------------ | ------------------------- | --------- | -------------------------------------------------------------------- |
| Ji Won                                     | 10 km klassiek (m)        | 40e       | 36.24,0 (+6.55,2)                                                    |
| Ji Won                                     | sprint (m)                | 46e       | kwalificatie                                                         |
|                                            |                           |           |                                                                      |
| Lee Yeong-ae                               | 5 km klassiek (v)         | 33e       | 18.12,6 (+3.54,6)                                                    |
| Lee Yeong-ae                               | sprint (v)                | 38e       | kwalificatie                                                         |
|                                            |                           |           |                                                                      |
| Jang Jiyeon Lee Yeong-ae Choi Dujin Ji Won | biatlon/langlaufestafette | 24e       | 1:20.14,2 (7+12) 25.32,4 (1+3 2+3) 12.14,8 27.59,8 (3+3 1+3) 14.27,2 |

### Schaatsen
| Olympiër      | Onderdeel      | Resultaat | Prestatie                      |
| ------------- | -------------- | --------- | ------------------------------ |
| Noh Hyeok-jun | 1500 m (m)     | 04e       | 2.02,19 (+ 7,99)               |
| Noh Hyeok-jun | 3000 m (m)     | Brons     | 4.14,41 (+ 11,19)              |
| Noh Hyeok-jun | massastart (m) | 16e       | 7.26,72 (+ 16,49)              |
| Park Dai-han  | 500 m (m)      | 06e       | 78,87 (+ 3,37) [39,41 + 39,46] |
| Park Dai-han  | massastart (m) | 19e       | 7.35,00 (+ 24,77)              |
|               |                |           |                                |
| Jang Mi       | 500 m (v)      | Goud      | 81,68 [40,88 + 40,80]          |
| Jang Mi       | 1500 m (v)     | Goud      | 2.08,17                        |
| Jang Mi       | massastart (v) | 09e       | 6.07,44 (+ 6,38)               |
| Jang Su-ji    | 3000 m (v)     | Brons     | 4.42,72 (+ 5,39)               |
| Jang Su-ji    | massastart (v) | Zilver    | 6.01,13 (+ 0,07)               |

### Shorttrack
| Olympiër                                                                          | Onderdeel                | Resultaat | Prestatie                                              |
| --------------------------------------------------------------------------------- | ------------------------ | --------- | ------------------------------------------------------ |
| Lim Hyo-jun                                                                       | 500 m (m)                | Zilver    | F (A): 42,482 HF (A/B1): 42,911 KF (2): 44,291         |
| Lim Hyo-jun                                                                       | 1000 m (m)               | Goud      | F (A): 1.29,284 HF (A/B1): 1.29,442 KF (3): 1.32,445   |
| Yoon Su-min                                                                       | 500 m (m)                | Goud      | F (A): 42,417 HF (A/B2): 42,468 KF (4): 43,310         |
| Yoon Su-min                                                                       | 1000 m (m)               | Zilver    | F (A): 1.29,428 HF (A/B2): 1.31,239 KF (4): 1.31,887   |
|                                                                                   |                          |           |                                                        |
| Park Jung-hyun                                                                    | 500 m (v)                | 10e       | F (C): 46,339 HF (C/D2): 46,948 KF (3): 1.00,289       |
| Park Jung-hyun                                                                    | 1000 m (v)               |           | F (A): gele kaart HF (A/B2): 1.33,823 KF (2): 1.36,331 |
| Shim Suk-hee                                                                      | 500 m (v)                | Goud      | F (A): 44,122 HF (A/B1): 44,444 KF (1): 44,929         |
| Shim Suk-hee                                                                      | 1000 m (v)               | Goud      | F (A): 1.31,661 HF (A/B1): 1.34,809 KF (1): 1.37,066   |
|                                                                                   |                          |           |                                                        |
| Team B Park Jung-hyun CHN Xu Aili CHN Lu Xiucheng GBR Jack Burrows                | gemengde landenestafette | Goud      | F (A): 4.21,713 HF (2): 4.21,656                       |
| Team A Shim Suk-hee AUT Melanie Brantner FRA Yoann Martinez RUS Denis Ayrapetyan  | gemengde landenestafette | Brons     | F (A): 4.26,352 HF (1): 4.21,668                       |
| Team H Lim Hyo-jun RUS Anna Gamorina NED Aafke Soet CZE Michal Prokop             | gemengde landenestafette | 07e       | F (A): - HF (1): 4.26,027                              |
| Team G Yoon Su-min KAZ Dariya Goncharova ITA Arienne Sighel AUT Dominic Andermann | gemengde landenestafette | 08e       | F (B): - HF (1): 4.22,356                              |

### Skeleton
| Olympiër    | Onderdeel | Resultaat | Prestatie                          |
| ----------- | --------- | --------- | ---------------------------------- |
| Kim Banseok | jongens   | 12e       | 2.00,42 [1.01,34 (13) + 59,08 (6)] |

### Snowboarden
| Olympiër      | Onderdeel    | Resultaat | Prestatie                                     |
| ------------- | ------------ | --------- | --------------------------------------------- |
| Na Myun-joo   | halfpipe (m) | 13e       | Halve finale: 7e (65.00) Serie: 8e (54.75) QS |
|               |              |           |                                               |
| Jeong Hae-rim | (v)          |           |                                               |